# Фотоплитка
Фотоплитка — керамическая плитка с нанесенным на неё фотоизображением различными методами. Нанесение изображения на керамику появилось сравнительно давно, но нанесение качественного фотоизображения практикуется совсем недавно, с появлением цифровых технологий фотопечати.
Фотоплитка является на сегодняшний день одним из самых оригинальных решений для оформления интерьера. Особенно эффектно смотрятся масштабные панно, чем больше — тем красивее. В основном фотоплитка используется для отделки ванных комнат, кухонь, холлов, гостиных, бассейнов, также можно использовать для отделки помещений в кафе, ресторанах, гостиницах, спортивных сооружениях.

## Технологии изготовления

### Метод сублимационной печати
Технология позволяет переносить высококачественное фотоизображение на специальную плитку, которая покрыта специальным полимерным составом. Ранее такая плитка-заготовка производилась специализированными заводами. На данный момент существуют способы, позволяющие покрыть полимером любую заводскую керамическую плитку. Но для этого требуется полимер высокого качества, который тяжело подобрать на современном рынке. Также, при нанесении полимера нужно соблюдать массу условий технологии, для получения качественного покрытия, иначе слой полимера будет подвержен, что скажется на качестве конечной продукции.
Принцип технологии печати заключается в том, что на специальной бумаге печатается изображение с использованием сублимационных чернил. Далее бумага прикладывается к плитке и зажимается в специальном термопрессе. Затем заготовка нагревается в течение 3-12 минут при температуре 180-250С°. При этом краски, минуя жидкую фазу, испаряются и проникают глубоко в полимерный слой плитки.
Срок службы данного изделия напрямую зависит от качества и специфики нанесенного полимера на заготовку, и условий использования изделия. При использовании качественных заготовок изделия могут прослужить многие годы.
Данная технология была разработана для изготовления сувениров, этим методом можно наносить фотоизображение практически на все предметы, которые выдерживают температуру 200—250 градусов, имеют не менее 60 % синтетической составляющей в поверхностном слое (слой для нанесения изображения). Для получения качественного цветного изображения необходимо, чтобы поверхность изделия имела белый цвет или цвет близкий к белому по причине отсутствия собственного белого цвета в сублимационных чернилах. Изображение недолговечно. Фотоплитку, произведенную данным методом, не рекомендуется использовать для отделки помещений с повышенной влажностью (бассейны, сауны, кухни), а также на открытом воздухе (выцветает под воздействием ультрафиолета).

### Метод горячей деколи
Технология нанесения изображения методом горячей деколи разработана относительно недавно. В её принцип входит печать деколи лазерным керамическим принтером специальным тонером на гуммированной бумаге. Затем бумага покрывается декольным лаком на покрывочном станке и высушивается. После просушки деколь замачивается в воде и изображение переносится на керамическую плитку. Удаляются все остатки воздуха между деколью и плиткой и происходит сушка изделия при определенной температуре в течение 2-3 часов. Далее плитку помещают в камерную печь и обжигают в течение нескольких часов при температуре 750—900 градусов, в зависимости от используемого керамического тонера. При обжиге плавится глазурь плитки, и в неё проникает керамический тонер. При остывании глазурь отвердевает, надежно защищая изображение. В производстве фотопанно из керамической плитки рекомендуется использовать высокотемпературную печь с вертикальной загрузкой прямоугольной формы.
При соблюдении всех условий данной технологии, гарантия на качество изделия может достигать до 50 лет и более. Технология горячей деколи имеет высокие характеристики качества изделия, устойчивость к механическим, химическим воздействиям, а также устойчивость к воздействию ультрафиолета. Использование лазерного керамического принтера позволяет наносить изображение полиграфического качества, чего невозможно достигнуть не при каких других методах производства фотоплитки.

### Ультрафиолетовая печать
Технология позволяет переносить изображения на любые твердые предметы. Имеются ограничения только в размерах заготовки. Принцип
печати — заготовка помещается на печатающий станок, далее печать происходит специальными УФ-чернилами, которые мгновенно затвердевают
при воздействии УФ-ламп, находящихся над печатающей головкой принтера. Процесс полностью автоматизирован. Технология имеет широкий
спектр применения, в том числе с помощью неё изготавливается фотоплитка. Так как напечатанное изображение является по сути тонкой
коркой застывших чернил на изделии, то данная технология не дает впечатляющих технических характеристик фотоплитки. Сейчас
фотоплитку, изготовленную по технологии УФ-печати, покрывают различными лаками для придания ей блеска и увеличения ей срока службы. Готовое изделие не рекомендуется использовать во влажных помещениях и на открытом воздухе.